# The Tale of Lady Thị Kính
The Tale of Lady Thị Kính (dt.: Die Geschichte von Frau Thị Kính) ist eine große Oper (Originalbezeichnung: „Grand Opera“) in zwei Akten von P. Q. Phan (Musik) auf ein eigenes Libretto nach der alten vietnamesischen Hát-Chèo-Volksoper Quan Âm Thị Kính („Unser gütiger Buddha Thị Kính“). Die Uraufführung fand am 7. Februar 2014 im Indiana University Opera Theater in Bloomington statt.

## Handlung
Nach der Ouvertüre folgt zunächst ein Prolog, in dem der buddhistische Mönch Sư Cụ den Rahmen der Geschichte erzählt: Ein schönes Mädchen aus dem östlichen Dorf führte ein gerechtes Leben und ging allen irdischen Verlockungen aus dem Weg. Sie verkleidete sich als Mann, um den Weg der Erleuchtung zu verfolgen.

### Erster Akt
Szene 1: Die Hochzeit
Es ist Frühling. Der junge Thiện Sĩ aus reicher Familie hat sich in die schöne, aber arme Thị Kính verliebt und bittet ihren Vater Mãng Ông um ihre Hand. Der Vater ist einverstanden – Schönheit und Reichtum ergeben zusammen eine perfekte Familie. Thị Kính zeigt keinen eigenen Willen in dieser Sache, da es die Ehre gebietet, dem Vater zu gehorchen. Auch sie akzeptiert den Bräutigam. Thiện Sĩs Mutter Sùng Bà ist empört über die unstandesgemäße Heirat ihres Sohnes, doch sein Vater Sùng Ông zeigt Verständnis für die Liebesheirat. Beide Familien feiern die Hochzeit.
Szene 2: Die schicksalhafte Nacht
Die Ehe von Thị Kính und Thiện Sĩ entwickelt sich zunächst gut, und bis zum Sommer sind beide glücklich miteinander. Thị Kính sieht ihre einzige Aufgabe darin, ihrem Ehemann zu dienen. Thiện Sĩ dagegen studiert viel und lange. Als er sich eines Abends übermüdet schlafen legt, bemerkt seine Frau ein einzelnes langes Haar an seinem Kinn, das sie für ein böses Omen hält, ein Symbol für einen nicht rechtschaffenen Mann. Da sie befürchtet, dass er es sie nicht entfernen lassen werde und sie es nicht ausreißen kann, ohne ihn dadurch zu wecken, ergreift sie ein Messer, um es abzuschneiden. Thiện Sĩ erwacht jedoch und glaubt, sie wolle ihn ermorden. Durch seine Schreie aufgeschreckt, erscheinen seine Eltern. Vor allem Sùng Bà, die sich nie mit der sozial weit unter ihr stehenden Schwiegertochter abgefunden hatte, besteht darauf, Thị Kính zu verstoßen. Deren Verteidigung bleibt unbeachtet.
Szene 3: Der Eintritt ins Kloster
Thị Kính lebt nun von der Gemeinschaft geächtet wieder bei ihrem Vater. Ihre guten Vorsätze hat sie jedoch nicht aufgegeben. Sie beschließt, sich der ewigen Liebe Buddhas zuzuwenden, schneidet ihre Haare, verkleidet sich als Mann und tritt in ein Kloster ein, wo sie den Namen Tiểu Kính Tâm annimmt.
Szene 4: Frühlingsfest am Tempel
Das nächste Frühlingsfest lockt viele junge Leute herbei. Für die Dorfschönheit Thị Mầu ist es vor allem eine Gelegenheit, einen Mann zu finden. Ihre vier Freundinnen und später auch der Chor kommentieren ihre Bemühungen. Der junge Mönch Tiểu Kính Tâm (die verkleidete Thị Kính) fällt Thị Mầu besonders auf, und sie versucht, ihn zu verführen. Tiểu Kính Tâm lässt sich jedoch nicht von seinem eingeschlagenen Weg abbringen. Thị Mầu muss sich nach einem anderen Liebhaber umsehen.
Szene 5: Thị Mầus Affäre mit ihrem Diener Nô
Der Hausdiener Nô beklagt sein Schicksal. Als Sohn armer Eltern bleibt ihm nur ein Leben in harter Arbeit. Thị Mầu lässt sich in seiner Gegenwart über ihre Liebessehnsüchte aus. Die beiden kommen sich näher und beginnen ein Verhältnis.

### Zweiter Akt
Szene 6: Deklamation
Im Tempel denkt Tiểu Kính Tâm über den Sinn seines Lebens nach. Er hat ein schlechtes Gewissen, weil er sich nicht mehr um seinen alten Vater kümmert. Gleichzeitig sieht er unruhige Zeiten voraus.
Szene 7: Lý Trưởng und Vợ Mõ
Thị Mầu ist von ihrem Diener schwanger geworden. Der Dorfbürgermeister Lý Trưởng schreitet ein, um gesetzliche Maßnahmen gegen sie einzuleiten. Er begibt sich zum Haus des Ausrufers, damit der die Dorfbewohner zur Versammlung ruft. Anstelle des Ausrufers trifft er jedoch nur dessen Frau Vợ Mõ an, die sich nur schwer überreden lässt, die Aufgabe ihres Mannes zu übernehmen. Nach einigen komischen Argumenten gibt sie nach.
Szene 8: Die Gerichtsverhandlung
Vor der versammelten Dorfbevölkerung fordert Lý Trưởng die schwangere Thị Mầu auf, den Vater des Kindes zu nennen. Zunächst weigert sie sich. Aber als er Strafmilderung anbietet, lenkt sie scheinbar ein und beschuldigt den jungen Mönch Tiểu Kính Tâm. Dieser wird hinzugeholt und zur Rede gestellt. Tiểu Kính Tâm versteht die Anschuldigungen kaum und kann sich nicht richtig verteidigen. Der Bürgermeister verurteilt ihn zu dreißig Peitschenhieben, in der Hoffnung, ihn dadurch zu einem Geständnis zu bewegen. Tiểu Kính Tâm jedoch ist bereit, das ungerechte Urteil auf sich zu nehmen. Da erscheint der Mönch Sư Cụ und bittet um Gnade für ihn. Im Gegenzug bietet er Geld an. Die Gemeinschaft akzeptiert: Strafe vergeht, doch Geld bleibt.
Szene 9: Der Marktplatz
Sư Cụ fürchtet, durch die Unterstützung des Sünders seinen Tempel in Verruf gebracht zu haben. Tiểu Kính Tâm verzichtet darauf, seine wahre Identität als Frau zu offenbaren, obwohl er dadurch seine Unschuld beweisen könnte. Er fürchtet, dass dadurch der Tempel weitere Nachteile erleiden könnte. Als er auf Sư Cụ trifft, teilt dieser dem jungen Mönch mit, dass er den Tempel verlassen müsse. Tiểu Kính Tâms Flehen und Unschuldsbeteuerungen weist er zurück. Selbst wenn er unschuldig sei, müsse man die Gesetze des Dorfes befolgen. Tiểu Kính Tâm akzeptiert auch diese Ungerechtigkeit.
In der Hoffnung, dass es dort aufgezogen wird, legt Thị Mầu ihr neugeborenes Kind vor die Tempeltür. Tiểu Kính Tâm hört dessen Weinen, nimmt es zu sich und geht zum Betteln auf den Marktplatz.
Szene 10: Der Aufstieg
Auf dem Marktplatz zeigen die Dorfbewohner nur Verachtung für den gefallenen Mönch und das in Sünde geborene Kind.
An einem kalten Tag erkennt Tiểu Kính Tâm, dass er so nicht weiterleben kann. Er legt das Baby vor den Tempel, schreibt einen erklärenden Abschiedsbrief mit seiner Lebensgeschichte und stirbt. Sư Cụ findet das Kind und den Brief. Während Sư Cụ den Brief betrachtet, singt Thị Kính ihre Worte aus dem Jenseits selbst. Sư Cụ und die Dorfbewohner bitten sie um Vergebung. Thị Kính wird als weiblicher Buddha, Phật Quan Âm Thị Kính, ins Nirwana aufgenommen.

## Libretto
Das Werk basiert auf dem vietnamesischen Hát Chèo (etwa: „Volksoper“) Quan Âm Thị Kính (etwa mit „Unser gütiger Buddha Thị Kính“ zu übersetzen), das ungefähr im 10. Jahrhundert entstand und sich zum bekanntesten Stück dieser Gattung entwickelte. Im Lauf der Geschichte wurde es immer wieder überarbeitet, gekürzt und erweitert. Phan folgte dieser Tradition, indem er das Werk an die Konventionen der europäischen Grand Opera anpasste.
Das Libretto der Oper ist in englischer Sprache geschrieben. Phan suchte eine Weile erfolglos nach einem geeigneten Librettisten, entschied sich dann aber dafür, die Übersetzung und Anpassung der Vorlage selbst auszuführen. Das Ergebnis setzt sich aus 75 % übersetztem Originaltext und zu 25 % aus neuem Text zusammen. Dabei ergänzte er unter anderem die Chortexte, da das vietnamesische Hát-Chèo-Theater, das üblicherweise als Familienproduktion ausgeführt wird, keine Chöre vorsieht. Er strich einige der komischen Charaktere der Vorlage, deren Texte im westlichen Kontext nur schwer verständlich gewesen wären. Im Gegenzug verstärkte er die dramatische Spannung, indem er in Ensembleszenen konflikttragende Texte gleichzeitig singen ließ – Im Chèo haben die Sänger in Duetten üblicherweise denselben Text vorzutragen.
Der Titel der Vorlage Quan Âm Thị Kính wird im Englischen häufig als „Goddess of Mercy Thị Kính“ („Göttin der Gnade Thị Kính“) übersetzt. Tatsächlich ist jedoch nicht eine Göttin gemeint, sondern ein weiblicher Buddha, in den sich Thị Kính am Ende der Handlung verwandelt. Auch das Wort „Gnade“ ist problematisch, da es eine Vergebung impliziert, die nicht Thema des Werks ist. Thị Kính geht es ausschließlich um Frieden und Glück für sich selbst und andere. Sie kritisiert an keiner Stelle die Handlungen der anderen und braucht daher auch niemandem zu vergeben. Um diese beiden Ungenauigkeiten zu umgehen, wählte Phan einen neutraleren Titel für seine Oper und nannte sie The Tale of Lady Thị Kính („Die Geschichte von Frau Thị Kính“).

## Musik
Während die Chèo-Tradition mit fünf bis sieben Instrumenten auskommt, benötigt Phans Opernfassung im Sinne der westlichen „Grand-Opera“-Tradition ein großes Orchester.
Jeder einzelne strukturelle Komponente – der Autor nennt Melodien, Modulationen, Szenen, Akte und die gesamte Oper – ist in aufsteigender Form ausgebildet, um eine „transzendentale Reise“ darzustellen. Dabei steigert sich die Komplexität von Klangfarbe, Harmonie, Rhythmik, Orchestrierung usw. im Verlauf von Thị Kínhs Weg bis zu ihrem Erreichen des Nirwana. Eine besondere Rolle in diesem Prozess spielen Schlaginstrumente wie gestimmte Gongs, Röhrenglocken oder das Glockenspiel.

## Werkgeschichte
The Tale of Lady Thị Kính ist nach Lorenzo de’ Medici bereits die zweite Oper des vietnamesischen Komponisten P. Q. Phan. Er erhielt den Auftrag dazu 2008 von der Jacobs School of Music, einer Fakultät der Indiana University. Anschließend erstellte er die Erstfassung des Librettos innerhalb von 15 Tagen, überarbeitete es dann aber in einem langen Prozess. Für die Komposition der Musik benötigte er zwei Jahre und stellte sie Anfang 2011 fertig. Nach einem „Workshop“ brachte er noch weitere Änderungen ein. Er teilte die Oper in zwei statt drei Akte auf, ergänzte den Prolog, kürzte die erste Szene und entfernte einige unlogische oder schwer verständlich erscheinende komische Stellen.
Die Oper wurde am 7. Februar 2014 an deren Opera Theater in Bloomington uraufgeführt. Die musikalische Leitung hatte David Effron, Regie führte Vincent Liotta, die Bühne stammte von Erhard Rom, die Kostüme von Linda Pisano und das Lichtdesign von Todd Hensley. Die Sänger und Instrumentalisten waren professionelle Sänger sowie fortgeschrittene Musikstudenten und Doktoranden der Jacobs School of Music. Es gab zwei unterschiedliche Besetzungen der Solorollen, die jeweils zweimal aufgeführt wurden. Mitschnitte beider Produktionen wurden im Internet übertragen.